# Ювенальная юстиция в России
Ювенальная юстиция в России — специализированная судебно-правовая система защиты прав несовершеннолетних, создающаяся в России с 1990-х годов. Призвана контролировать исправление и реабилитацию несовершеннолетних преступников, проводить профилактику детской преступности, а также предоставлять социальную защиту семьи и прав несовершеннолетних. В России работа над внедрением ювенальной юстиции проводится в рамках Европейской социальной хартии, закрепляющей ряд общественных прав человека, а также на основе ратифицированной Конвенции о правах ребёнка и её положений, касающихся отправления правосудия в отношении несовершеннолетних. Ювенальная юстиция встречает как положительную, так и отрицательную реакцию со стороны общественности. Высказываются мнения о том, что ювенальная юстиция способна разрушить институт семьи и провоцирует коррупцию со стороны чиновников.

## История

### Российская империя
Особый статус несовершеннолетнего преступника находит закрепление в самых ранних российских нормативных актах. В Уложении о наказаниях уголовных и исправительных 1845 года уголовная ответственность была ограничена возрастом семи лет.
5 декабря 1866 года Александром II был утверждён Закон «Об учреждении приютов и колоний для нравственного исправления несовершеннолетних преступников», которым устанавливались особые правила содержания несовершеннолетних преступников, в том числе установлено раздельное содержание лиц мужского и женского пола.
Следующим этапом развития особых правил правосудия по делам несовершеннолетних стало изменение 2 июня 1897 года Николаем II действовавшего Уложения о наказаниях уголовных и исправительных в части ответственности и наказания несовершеннолетних.
В Уголовном уложении 1903 года возраст наступления уголовной ответственности определён в десять лет, а одним из оснований освобождения от уголовной ответственности признана неспособность несовершеннолетнего «понимать свойства и значение им совершаемого или руководить своими поступками». Регламентирован порядок отбывания несовершеннолетними наказания, а для малолетних преступников предусматривалась возможность отбывания наказания послушником в монастыре.
В период 1910—1917 гг. в России имелся успешный опыт функционирования автономных судов по делам несовершеннолетних, который положительно оценивался современниками. Его отличали следующие признаки:
- рассмотрение дел производилось единоличным судьёй;
- судья избирался из населения, проживающего в судебном округе; было необходимым знание судьями психологии, предпочтение отдавалось врачам и педагогам;
- широкая предметная подсудность данного суда;
- негласность судебного разбирательства;
- неформальный судебный процесс, сводившийся к беседе судьи с несовершеннолетним в присутствии попечителя, отсутствие обвинительного акта и судебной защиты;
- применение в качестве основной меры воздействия попечительского надзора;
- обжалование решения суда в особом отделении съезда мировых судей (так называлась апелляционная инстанция на решения мировых судей в России).

С установлением советской власти данные суды были отменены.

### СССР
17 января 1918 года Советом народных комиссаров РСФСР принят Декрет о комиссиях для несовершеннолетних, в соответствии с которым упразднялись суды и тюремное заключения для малолетних, а дела о несовершеннолетних до 17 лет стали передаваться в комиссии для несовершеннолетних.
1922 год ознаменовался усилением карательной уголовной ответственности в отношении несовершеннолетних. Уголовный кодекс РСФСР в статье 18 установил общее правило: к несовершеннолетним в возрасте от 16 до 17 лет могли применяться те же виды уголовных наказаний, что и к взрослым. Однако в опубликованном вскоре примечании в статье 33 УК было сказано «Высшая мера наказания — расстрел — не может быть применена к лицам, не достигшим в момент совершения преступления 18-летнего возраста». Основные начала уголовного законодательства СССР и союзных республик в статье 32 предписывали применять более мягкие меры социальной защиты к лицам, не достигшим совершеннолетия.
В 1935 году постановлением ЦИК и СНК СССР от 7 апреля 1935 г. «О мерах борьбы с преступностью среди несовершеннолетних» возраст ответственности для правонарушителей был снижен до 12 лет. К детям снова могли применять все виды наказаний — фактически и смертную казнь (но не по 58 статье). «В целях повышения ответственности детей и родителей» упразднили комиссии по несовершеннолетним, хоть как-то защищавшие права детей. В 1941 году был принят указ Президиума Верховного Совета СССР, распространявший ответственность детей не только на умышленные преступления, но и на преступления, совершенные по неосторожности. Оба указа на долгие годы (от 1935 до конца 1950-х годов) определили карательную ориентацию правосудия в отношении несовершеннолетних. Лишь в 1959 году они были отменены вместе с другими нормативными актами, утратившими силу в связи с введением в действие нового уголовного и уголовно-процессуального законодательства.
Тем не менее, достоверно известно лишь о 2 случаях смертной казни несовершеннолетних:
- Владимир Винничевский, 15 лет, 1940 год — 8 убийств, 10 покушений.
- Аркадий Нейланд, 15 лет, 1964 год — убийство домохозяйки и её трёхлетнего сына, поджог, надругательство над трупом.
- Юрий Каменев, сын Л. Б. Каменева — эти сведения недостаточно достоверны.

Только в 1964 году пленум Верховного Суда СССР принял постановление, указав судам на необходимость специализации судей для рассмотрения дел несовершеннолетних, но специальные суды так и не появились.
По УК РСФСР 1960 года, высшая мера наказания — расстрел, могла применяться лишь к лицам в возрасте 18-60 лет. Однако в 1964 году 15-летний Аркадий Нейланд всё же был расстрелян по приговору суда за жестокое двойное убийство.

### Российская Федерация
Принципы ювенальной юстиции в России впервые были законодательно закреплены в 1995 году Указом Президента РФ Б.Н. Ельцина № 942 от 14.09.1995, утвердившего «Национальный план действий в интересах детей», в соответствии с которым в числе мер по укреплению правовой защиты детства предусмотрено создание системы ювенальной юстиции.
В 1998 году принят Федеральный закон «Об основных гарантиях прав ребёнка в Российской Федерации», в котором введено понятие «дети, находящиеся в трудной жизненной ситуации», к которым, в частности, были отнесены: дети, проживающие в малоимущих семьях; дети с отклонениями в поведении, а также дети, жизнедеятельность которых объективно нарушена в результате сложившихся обстоятельств и которые не могут преодолеть данные обстоятельства самостоятельно или с помощью семьи.
Поворотным моментом в формировании системы ювенального правосудия в России стало постановление Пленума Верховного суда РФ от 14 февраля 2000 г. № 7 «О судебной практике по делам о преступлениях несовершеннолетних», в котором судам рекомендуется применять к несовершеннолетним положения 76 статьи уголовного кодекса Российской Федерации, которая предусматривает «освобождение от уголовной ответственности в связи с примирением с потерпевшим».
Принятая в 2008 году глава 22 Семейного кодекса РФ предусматривает изъятие из семей детей, оставшихся без попечения родителей, с последующим их помещением в специальные учреждения для устройства в новые семьи.
Статья 156 уголовного кодекса Российской Федерации «Неисполнение обязанностей по воспитанию несовершеннолетнего» привлекает граждан к уголовной ответственности (до трёх лет лишения свободы) за неисполнение обязанностей по воспитанию несовершеннолетнего, сопряженное с жестоким обращением с ним, фактически запрещающее практику домашних телесных наказаний.
В 2009 году введены новые должности уполномоченных по правам ребёнка при Президенте, губернаторов субъектов РФ.
В 2010 году во втором чтении в Госдуме отклонён проект федерального конституционного закона № 38948-3 «О внесении дополнений в Федеральный конституционный закон „О судебной системе РФ“» (в части создания ювенальных судов).
В феврале 2011 года утверждено Постановление пленума Верховного суда РФ от 1 февраля 2011 года № 1 «О судебной практике применения законодательства, регламентирующего особенности уголовной ответственности и наказания несовершеннолетних», в котором, в частности, разъяснены особенности уголовной ответственности и наказания несовершеннолетних, приведён перечень международных актов, которые должны учитываться судами при рассмотрении подобного рода дел. С позиции ювенальной юстиции большое значение придаётся п. 44 настоящего Постановления, в соответствии с которым «судам следует повышать воспитательное значение судебных процессов по делам о преступлениях несовершеннолетних, уделяя особое внимание их профилактическому воздействию: по каждому делу устанавливать причины и условия, способствовавшие совершению несовершеннолетними преступления, не оставлять без реагирования установленные в судебном заседании недостатки и упущения в работе комиссий по делам несовершеннолетних и защите их прав, учебных заведений и общественных организаций, выносить частные определения (постановления) с указанием конкретных обстоятельств».
Отдельные законопроекты предполагают не сводить идею ювенальной юстиции только к созданию уголовных судов для несовершеннолетних, а имеют целью решать более широкие задачи:
- создание ювенальных гражданских судов, особой системы исполнения наказания в отношении несовершеннолетних
- решение социальных вопросов, связанных с несовершеннолетними, лишёнными родительского попечения, в том числе и в случаях лишения родителей родительских прав

В некоторых случаях предусматривается расширение полномочий социальных служб, которые по существу уполномочиваются контролировать родителей и исполнение ими родительских обязанностей, в том числе и по обращениям самих детей.
Отдельными проектами предполагается охватить медицинские вопросы, в частности: сексуальное просвещение детей, планирование семьи.

## Институты ювенальной юстиции
- Комиссии по делам несовершеннолетних и защите их прав — в России функционируют созданные в советское время комиссии по делам несовершеннолетних[18], деятельность которых основана на действующих федеральных законах, основным из которых является «Федеральный закон об основах системы профилактики безнадзорности и правонарушений несовершеннолетних» от 24 июня 1999 года[19].
- Ювенальные технологии — термин введён 2008 году Верховным судом Российской Федерации[20] Под ними понимается[21][22][23] комплекс мер, нацеленных на реализацию и защиту прав, свобод и законных интересов несовершеннолетних, находящихся в конфликте с законом, и содействующих раскрытию их индивидуального потенциала для свободного развития в обществе и самостоятельного отказа от асоциального поведения.
- Ювенальный суд — ведётся работа по созданию ювенальных судов, которые, как считается, в пределах своей компетенции будут рассматривать уголовные, гражданские и административные дела, по которым одной из сторон является несовершеннолетний[24]

## Правовая база
- Федеральный закон «Об основах охраны здоровья граждан в РФ» № 323-ФЗ от 21 ноября 2011 г.[25]
- Федеральный закон «О внесении изменений в отдельные законодательные акты Российской Федерации в части ограничения распространения информации о несовершеннолетних, пострадавших в результате противоправных действий (бездействия)» ФЗ № 109392-6.
- Областной закон Ростовской области от 26 декабря 2005 г. № 425-ЗС «О комиссиях по делам несовершеннолетних и защите их прав в Ростовской области»[24].
- Регламент межведомственного взаимодействия по выявлению семейного неблагополучия, организации работы с неблагополучными семьями[26].

## Неприятие ювенальной юстиции российской общественностью
Внедрение принципов ювенальной юстиции в России встретило существенное сопротивление со стороны общественности. По мнению противников ювенальной юстиции, её нормы вступают в противоречие с национальной российской ментальностью, духовностью и традиционной культурой, поскольку уравнивание в правах родителей и детей, предлагаемое ювенальной юстицией, ведёт к дестабилизации (разрушению) не только семьи и школы, но и всей системы общественных отношений.
Ювенальная юстиция подвергнута критике, в том числе следующими известными общественными деятелями: актриса Екатерина Васильева, политконсультант Анатолий Вассерман, тележурналист Михаил Леонтьев, лидер движения «Суть времени» Сергей Кургинян, лидером общественного движения «Родительское всероссийское сопротивление» Марией Мамиконян.
Некоторые российские СМИ полагают, что ювенальные технологии западного образца раскололи россиян на два лагеря.
Ряд СМИ отмечает, что наибольшее сопротивление в России ювенальная юстиция встречает со стороны православной общественности.
В числе прочих, против введения ювенальной юстиции в России высказывались такие общественные деятели, как: Патриарх Московский и всея Руси Кирилл, профессор МДА А. И. Осипов, член Союза Писателей протоиерей Артемий (Владимиров), заведующий кафедрой социологии семьи МГУ им. М.В.Ломоносова Анатолий Антонов, председатель профильного комитета Госдумы по вопросам семьи, женщин и детей Елена Мизулина.

### Выступления против ювенальной юстиции

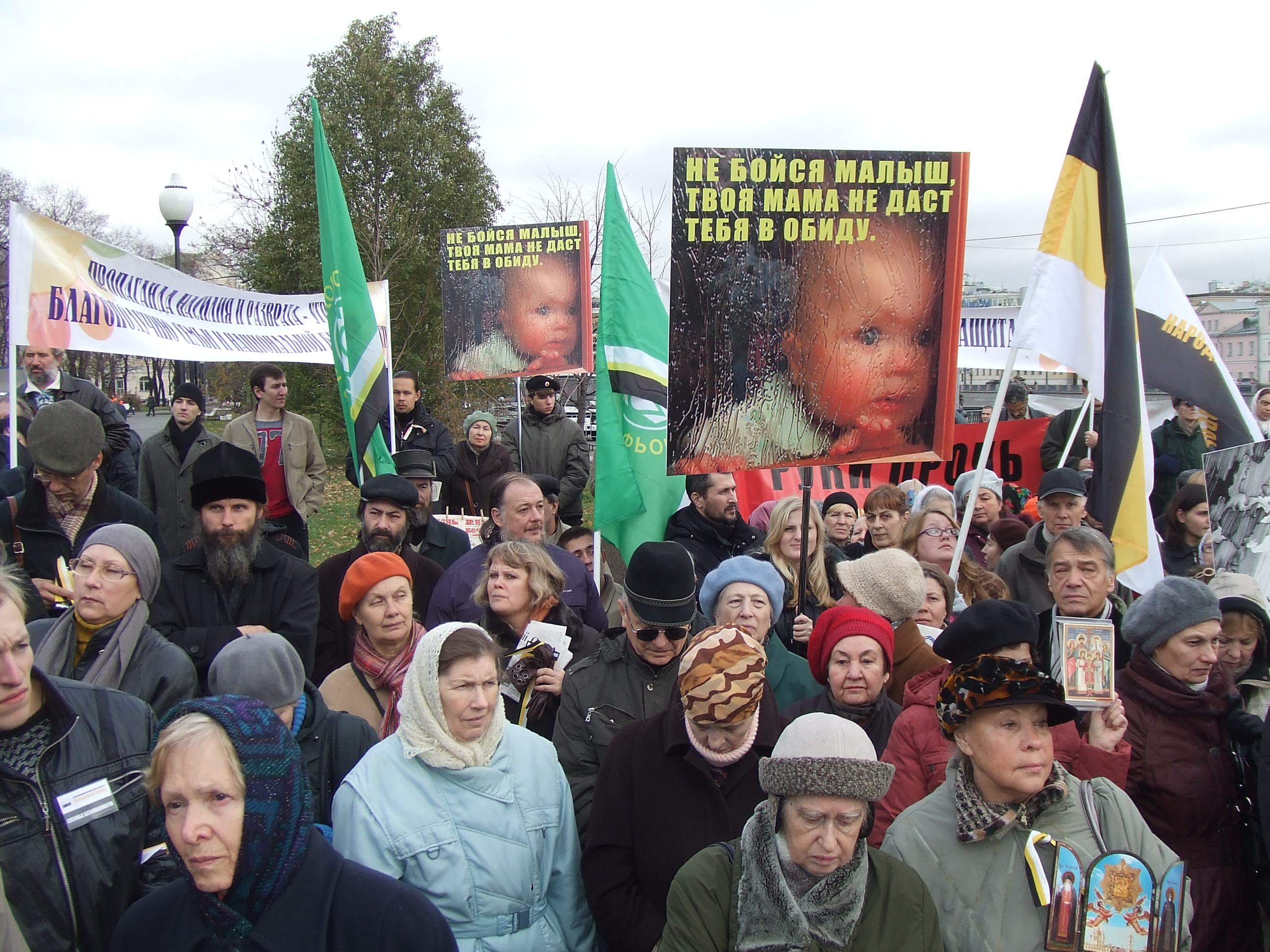
Участники митинга в защиту семьи, состоявшегося на Болотной площади 30 октября 2010 года

В ряде СМИ отмечено, что, начиная с конца 2009 года, начались массовые общественные протесты в России против введения ювенальной юстиции, стали проводиться митинги и пикеты, родительские стояния, создаваться региональные общественные комитеты в защиту семьи, детства и нравственности, писаться письма-протесты в органы власти, начал оформляться и расти протест жителей так называемых «пилотных регионов» по введению ювенальной юстиции — Саратова, Таганрога, Ростова-на-Дону, Новгорода и др., которые протестуют против «незаконных экспериментов над собой, начатых без их согласия и информирования».
Перечень некоторых мероприятий:
- Круглый стол «Церковь и дети», г. Москва, Данилов монастырь, 09.11.2006 г.[60]
- Круглый стол «Ювенальная юстиция и социальная безопасность», редакция «Литературной газеты», 23.10.2008 г.[61]
- Общественные слушания по проблеме ювенальной юстиции, г. Москва, киноконц. зал «Пушкинский», 24.11.2009 г.[62]
- Общий Сбор представителей православных молодёжных организаций, г. Москва, г-ца «Метрополь», 31.01.2010 г.[63]
- Митинг на Болотной площади (г. Москва), 21.03.2010 г.[37]
- Общественные слушания на тему «Ювенальная юстиция — угроза семье, обществу и государству», г. Могилев, 24.04.2010 г.[64]
- Пикет в защиту семьи и детства, за сохранение традиционных форм семейных отношений и против необдуманного введения в России ювенальной юстиции западного образца, г. Краснодар, 06.06.2010 г.[65]
- Митинг «Уберите руки от наших детей!», г. Сургут, 07.06.2010 г.[66]
- Обращение 27-ми общественных организаций к Общественной палате РФ с призывом прекратить лоббирование законопроектов, внедряющих в России систему ювенальной юстиции, 17.06.2010 г.[67]
- Митинг «Общество — против Общественной палаты!», г. Москва, Миусская площадь, 17.06.2010 г.[68]
- Обращение к Президенту РФ граждан тюменской области против введения ювенальной юстиции по западному образцу, г. Тюмень, 17.06.2010 г.[69]
- Общественные слушания «Спасём семью — спасём Россию! Нет ювенальной юстиции!», «Дом учителя» г. Тверь, 25.06.2010 г.[70]
- Круглый стол «Ювенальная юстиция: опасные последствия и неразрешимые проблемы», г. Сыктывкар, 30.06.2010 г.[71]
- Открытое обращение граждан Владимира и Владимирской области к органам государственной власти России и области, 14.07.2010 г.[72]
- Круглый стол «Ювенальная юстиция — угроза семье, обществу и государству», г. Барнаул, 19.12.2010 г.[73]
- Первый Всероссийский родительский форум «Спасём семью — спасём Россию», киноконцертный зал «Пушкинский», г. Москва, 23.12.2010 г.[74][75]
- Детская интернет-акция против проекта «Детство-2030» и ювенальных технологий[76]
- Проблемный семинар — первый этап создания новой стратегии по возрождению крепкой, многодетной Российской семьи, г. Москва, 31.03.2011—04.04.2011 г.[77]
- Круглый стол «Ювенальные технологии — угроза семье, обществу, государству», г. Москва, Московская городская Дума, 31.03.2011 г.[26][78]

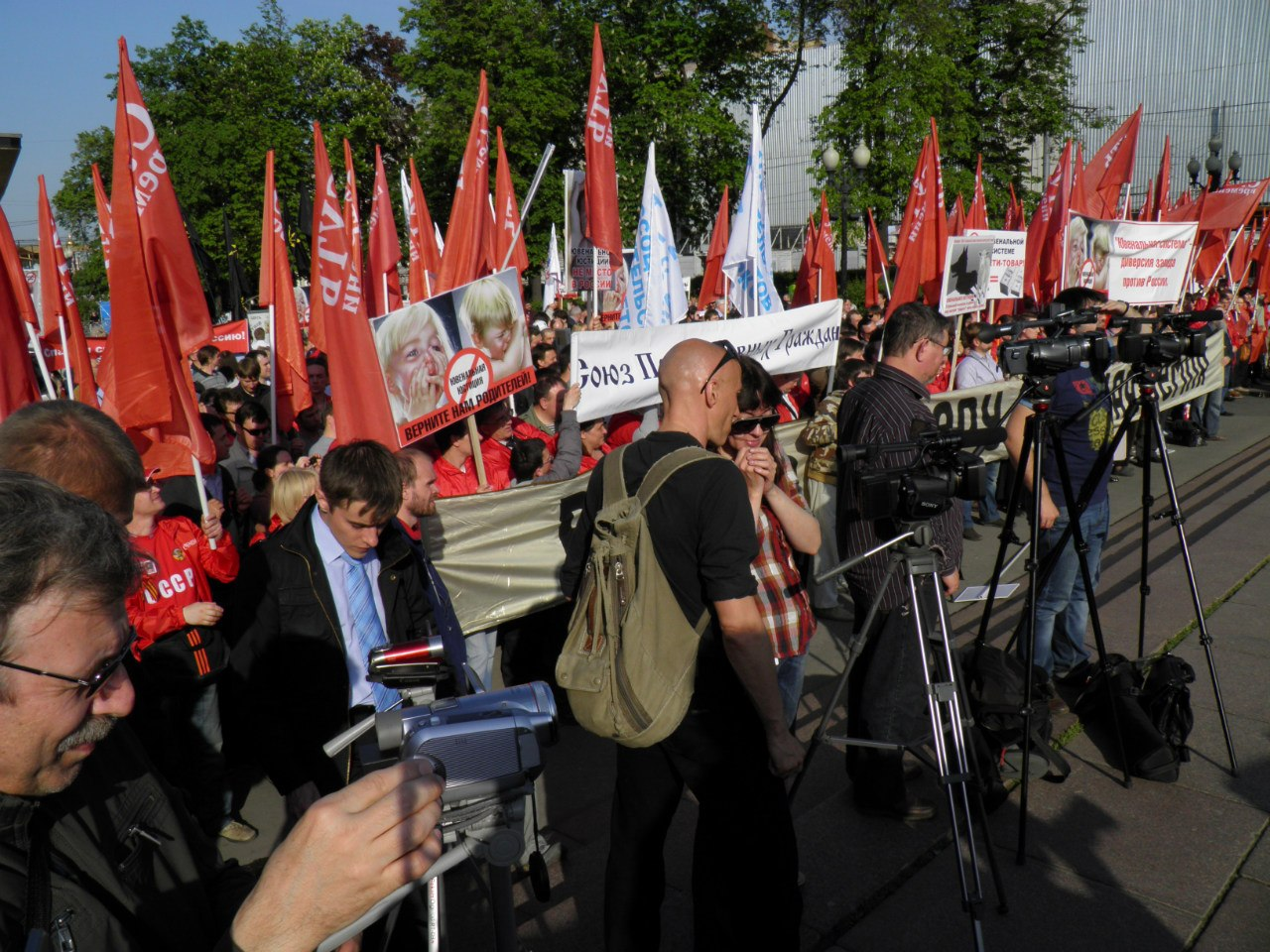
Митинг против ювенальной юстиции на Пушкинской площади в Москве 15.05.2012 г.

- Митинг против ювенальной юстиции на Пушкинской площади в Москве. Организаторы — движение «Суть Времени» и РПЦ, 15.05.2012 г.[79].
- Митинг на Театральной площади Москвы 17 июня 2012 года. Организаторы — движение «Суть времени» совместно с союзниками (Профсоюз граждан России, Партия общего дела, Союз православных граждан и другие). Среди выступающих были Анатолий Вассерман, Максим Калашников, Виктор Анпилов, Михаил Леонтьев. Кульминацией митинга стал вынос папок с собранными за 14 дней 85 тысячами подписей протеста граждан против ювенальной юстиции[80].
- Учредительный съезд «Родительского всероссийского сопротивления» 9 февраля 2013 года[81]. Помимо учреждения РВС, на съезде было подписано соглашение о создании Союза патриотических родительских организаций. Соглашение подписали: «Родительское всероссийское сопротивление», Ассоциация родительских комитетов и сообществ (АРКС), Общероссийское общественное движение «Всероссийское родительское собрание», Российский детский фонд, Союз добровольцев России, Общественный институт демографической безопасности, Союз православных граждан, Межрегиональное общественное движение в поддержку православных образовательных и социальных инициатив «Пчёлки», Межрегиональная общественная инициатива «Традиция». Перед делегатами съезда РВС выступил Президент РФ Владимир Путин, заявив о своем намерении учесть инициативы родительского движения в защиту семьи, детей и образования.

Шведский социолог Това Хёйдетранд указывает, что борьба представителей российского родительского движения, в частности И. Я. Медведевой и Т. Л. Шишовой с тем, что они некорректно называют ювенальной юстицией, на самом деле является борьбой против прав детей в целом.

### Ювенальная юстиция
- Автономов А. С., Хананашвили Н. Л. Проект Федерального закона «Об основах системы ювенальной юстиции». www.juvenilejustice.ru. Дата обращения: 12 января 2019. // UNDP Ювенальная юстиция в России, 14.02.05.
- Давлетшин И. Н., Малышева Ю. Ю. Теоретические проблемы определения понятия ювенальной юстиции и её перспективные элементы. www.law.edu.ru. Дата обращения: 12 января 2019.. Вестник ТИСБИ, 2008, № 2.
- Лазарев С. Е. Советское законодательство 20-30-х годов о несовершеннолетних // Гражданин и право. 2016. № 4. С. 3-14.
- Терентьева И. В. Некоторые аспекты ювенальной юстиции. oprt.tatar.ru. Дата обращения: 12 января 2019. (doc-файл) // Сайт Общественной палаты Республики Татарстан.
- Открытое письмо Патриарху с Постановлением Президиума совета судей российской федерации «О результатах обобщения информации судов субъектов российской федерации об использовании ювенальных технологий судами общей юрисдикции». al-anon.ucoz.ru. Дата обращения: 12 января 2019. (doc-файл) от 21 июня 2010 г. № 228, г. Москва // Ал-Анон/Алатин.
- Борцов с ювенальной юстицией призвали переключиться на несовершенство органов опеки. www.regions.ru. Дата обращения: 12 января 2019. // REGIONS.RU, 29.12.2010.
- Сборник «Дети холодного мира». Луганск., 2014. Шико. Антология НФ-повестей по теме ювенальной юстиции и семьи будущего.http://fantlab.ru/edition123872

### Критические материалы
- Бондаренко Н., Медведева И., Шишова Т. Ползучий государственный переворот. www.kreml.org. Дата обращения: 12 января 2019. // Кремль. ORG, 08.12.2009.
- Давыдова И. Ювенальная война. www.specnaz.ru. Дата обращения: 12 января 2019. // Спецназ России, 1-2013
- Ионин Л. Г. О принципах современной политики в области семьи и демографии. www.hse.ru. Дата обращения: 12 января 2019. (pdf-файл). Высшая школа экономики, Москва, 2010.
- Козлов П. Деятели науки и культуры просят Путина отказаться от ювенальной юстиции. izvestia.ru. Дата обращения: 12 января 2019. // Известия, 06.07.2012.
- Котов О. Ювенальная юстиция: исторический опыт и современные проблемы. ruskline.ru. Дата обращения: 12 января 2019. // Русская народная линия, 01.07.2011.
- Куприянов Ф., Куприянов А. Семья по назначению. Чем опасно принятие спорного законопроекта о ювенальной юстиции. www.rg.ru. Дата обращения: 12 января 2019. // Российская газета, Федеральный выпуск № 5337 (258) от 16 ноября 2010 г.
- Леткова О. Справка по вопросу введения ювенальной юстиции в Российской Федерации. www.uustop.ru. Дата обращения: 12 января 2019. Архивировано из оригинала 6 декабря 2013 года. // Сургутский родительский комитет.
- Павлова Л. Правовые аспекты ювенальных технологий. ruskline.ru. Дата обращения: 12 января 2019. // Русская народная линия, 27.12.2010.
- Чугай О. Ювенальная юстиция или российская традиция: по каким законам будем растить детей? syzran-small.net. Дата обращения: 12 января 2019. // ВВС № 51, 18.12.2010.
- Материалы круглого стола «Традиционные ценности России и вызовы ювенальной юстиции». elibrary.ru. Дата обращения: 12 января 2019. (Ростов-на-Дону, 4 марта 2010 года) // Философия права. Ростовский юридический институт Министерства внутренних дел Российской Федерации, 2010. № 2. С. 7-29.
- Надеемся, что наш голос будет услышан. ruskline.ru. Дата обращения: 12 января 2019. (Обращение участников I Всероссийского родительского Форума «Спасём семью — спасём Россию» к Президенту Российской Федерации Д. А. Медведеву) // Русская народная линия, 25.12.2010.
- «У нас нет права на ошибку» или что несёт ювенальная юстиция: ИА REX. Дата обращения: 12 января 2019. интервью с Мариной Смирновой // ИА REX, 15.11.2010.
- Ювенальная система: родителей в отставку? Разрушение семьи под видом борьбы за права детей. jujust.com.ua. Дата обращения: 12 января 2019. Архивировано из оригинала 22 августа 2011 года.. М.: Даниловский благовестник, 2010. 384 с. (сборник мнений различных специалистов).
- Во власти не чудища? www.litlive.ru. Дата обращения: 12 января 2019. // Живая Литература, 04.11.2011.